# 8926 Abemasanao
8926 Abemasanao eller 1996 YK är en asteroid i huvudbältet som upptäcktes den 20 december 1996 av den japanska astronomen Takao Kobayashi vid Ōizumi-observatoriet. Den är uppkallad efter Masanao Abe.
Asteroiden har en diameter på ungefär 10 kilometer och den tillhör asteroidgruppen Themis.